# Don Kojis
Donald R. Kojis, detto Don (Milwaukee, 15 gennaio 1939 – San Diego, 19 novembre 2021), è stato un cestista statunitense, professionista nella NBA.

## Carriera
Venne selezionato dai Chicago Packers al secondo giro del Draft NBA 1961 (13ª scelta assoluta).
Con gli Stati Uniti disputò i Campionati mondiali del 1963.

## Palmarès
- Campione AAU (1963)
- AAU MVP (1963)
- 2 volte NBA All-Star (1968, 1969)

- FIBA World Cup All-Tournament Teams: 1

1963